# Chu Tử Ngọc
Chu Tử Ngọc (sinh tháng 11 năm 1935) là Thượng tướng Quân Giải phóng Nhân dân Trung Quốc (PLA). Ông từng giữ chức Phó Chủ nhiệm Tổng cục Chính trị PLA kiêm Bí thư Ủy ban Kiểm tra Kỷ luật Quân ủy Trung ương từ năm 1993 đến năm 2000 và Phó Bí thư Ủy ban Kiểm tra Kỷ luật Trung ương từ năm 1997 đến năm 2002.

## Tiểu sử
Chu Tử Ngọc sinh tháng 11 năm 1935, người huyện Vũ Thành, tỉnh Sơn Đông (nay là huyện Cố Thành, tỉnh Hà Bắc). Tháng 7 năm 1951, ông tham gia Quân Giải phóng Nhân dân Trung Quốc, là học viên đội luân phiên huấn luyện phân Quân khu Hành Thủy Hà Bắc và học viên Trường Cán bộ Không quân Quân khu Bắc Kinh. Tháng 6 năm 1955, ông gia nhập Đảng Cộng sản Trung Quốc. Tháng 8 năm 1958 đến tháng 2 năm 1960, ông học tại Trường Chính trị Không quân. Tháng 9 năm 1965 đến tháng 7 năm 1966, ông lại học tại Trường Chính trị Không quân.
Tháng 12 năm 1969, ông được bổ nhiệm làm Chủ nhiệm Chính trị Trung đoàn 4 rồi Chính ủy Trung đoàn 4 và Chính ủy Trung đoàn 3 thuộc Trường Hàng không số 5 Không quân. Tháng 10 năm 1977, ông được bổ nhiệm giữ chức Phó Trưởng Ban Tổ chức rồi Trưởng Ban Tổ chức, Cục Chính trị Không quân Quân khu Lan Châu. Tháng 7 năm 1981, ông được bổ nhiệm làm Chính ủy Sư đoàn Lực lượng hàng không Không quân rồi Chính ủy Trường Hàng không số 16. Tháng 8 năm 1981 đến tháng 2 năm 1982, ông học tại Học viện Không quân. Tháng 2 năm 1988, ông được bổ nhiệm giữ chức Chính ủy Quân đoàn Không quân.
Tháng 6 năm 1990, ông được bổ nhiệm làm Phó Chính ủy Không quân Quân khu Quảng Châu rồi Chính ủy Học viện Chỉ huy Không quân.
Tháng 11 năm 1992, ông được bổ nhiệm giữ chức Trợ lý Chủ nhiệm Tổng cục Chính trị PLA. Tháng 5 năm 1993 đến tháng 12 năm 2000, ông giữ chức Phó Bí thư Đảng ủy, Phó Chủ nhiệm Tổng cục Chính trị PLA kiêm Bí thư Ủy ban Kiểm tra Kỷ luật Quân ủy Trung ương, Ủy viên Ủy ban Chính trị Pháp luật Trung ương.
Ngày 18 tháng 9 năm 1997, tại Đại hội Đảng Cộng sản Trung Quốc lần thứ XV, ông được bầu làm Ủy viên Ủy ban Kiểm tra Kỷ luật Trung ương khóa XV. Ngày 19 tháng 9 năm 1997, tại hội nghị toàn thể lần thứ nhất của Ủy ban Kiểm tra Kỷ luật Trung ương, ông được bầu làm Ủy viên Thường vụ Ủy ban Kiểm tra Kỷ luật Trung ương, Phó Bí thư Ủy ban Kiểm tra Kỷ luật Trung ương nhiệm kỳ 1997-2002.
Năm 2000, ông giải ngũ.
Tháng 3 năm 2003, ông được bầu làm Ủy viên Thường vụ Chính hiệp toàn quốc, Phó Chủ nhiệm Ủy ban Xã hội và Pháp chế của Chính hiệp toàn quốc khóa X nhiệm kỳ 2003-2008.
Ông là Ủy viên Ban Chấp hành Trung ương Đảng Cộng sản Trung Quốc khóa XV. Ông cũng là đại biểu Quốc hội khóa VIII (1993-1998).

## Lịch sử thụ phong quân hàm
| Quân hàm |             |             | Thượng tướng |  |  |  |  |  |  |  |  |
| Cấp bậc  | Thiếu tướng | Trung tướng | Thượng tướng |  |  |  |  |  |  |  |  |
|          |             |             |              |  |  |  |  |  |  |  |  |